# ویکتوریا د آنجلیس
ویکتوریا د آنجلیس (انگلیسی: Victoria De Angelis؛ زادهٔ ۸ آوریل ۲۰۰۰) که به‌طور تک‌نام ویکتوریا شناخته می‌شود، نوازنده گیتار بیس، ترانه‌سرا، تهیه‌کننده و دی‌جی اهل ایتالیا است. او در سال ۲۰۱۶ گروه راک منسکین را در رم همراه با گیتاریست توماس راگی، خواننده اصلی دامیانو دیوید و درامر اتان تورچیو تأسیس کرد. این گروه در جشنواره موسیقی سانرمو ۲۰۲۱ برنده شد و سپس در مسابقه آواز یوروویژن ۲۰۲۱ با ترانهٔ «Zitti e buoni» برای ایتالیا پیروز شد. در سال ۲۰۲۴، د آنجلیس حرفه انفرادی خود را با انتشار تک‌آهنگ «Get Up Bitch! Shake Ya Ass» که در همکاری با خواننده برزیلی آنیتا بود، آغاز کرد.

## اوایل زندگی
د آنجلیس در رم، ایتالیا به دنیا آمد و مادرش دانمارکی و پدرش ایتالیایی بود. مادرش وقتی که او ۱۵ ساله بود، به دلیل سرطان درگذشت. او یک خواهر سه سال کوچکتر از خود دارد. به گفتهٔ خودش، از دوران کودکی موسیقی راک برایش نمادی از آزادی بوده است. د آنجلیس که از بچگی علاقه زیادی به موسیقی داشت، از ۸ سالگی گیتار می‌زد و از کلاس هفتم به نواختن گیتار بیس روی آورد.
در یک مصاحبه با مجلهٔ ال، د آنجلیس فاش کرد که در ۱۴ سالگی دچار حملات پانیک شده بود که باعث شد یک سال از مدرسه غیبت کند. او در مدرسه راهنمایی Scuola Media Gianicolo تحصیل کرد، جایی که با توماس راگی، گیتاریست گروه آشنا شد و سپس تحصیلات خود را در Liceo Scientifico J.F. Kennedy به پایان رساند. د آنجلیس از نیک او مالی و کیم گوردون به عنوان افرادی که بر او تأثیر گذاشته‌اند، یاد کرده است.